# Angriff aus der Tiefe
Angriff aus der Tiefe (Originaltitel: Sea Fever) ist ein Science-Fiction-Horror-Thriller aus dem Jahr 2019 mit Hermione Corfield, Dougray Scott und Connie Nielsen. Die Filmerin Neasa Hardiman schrieb das Drehbuch und führte die Regie für ihr Kinodebüt.
Die Besatzung eines Fisch-Trawlers aus Westirland kämpft um ihr Leben gegen ein aus der Tiefsee stammendes, unbekanntes Wesen, welches das Leben nicht nur der Crew durch eine parasitäre Infektion bedroht.
Der Film wurde am 5. September 2019 beim Toronto International Film Festival uraufgeführt und in Deutschland erstmals in synchronisierter Fassung vom ZDF am 4. Juli 2022 ausgestrahlt.

## Handlung
Bei der Protagonistin des Films, Siobhán, handelt es sich um eine irische Meeresbiologie-Studentin, die ihr Praktikum auf einem Trawler macht. Die menschenscheue Siobhán tut sich anfangs schwer unter der rauen Crew. Die Mannschaft schätzt „Rotschöpfe“ wie Siobhán nicht, angeblich bringen Rothaarige an Bord Unglück, was sich alsbald zu bewahrheiten scheint. Auf hoher See kommt das Schiff plötzlich nicht von der Stelle. Siobhán wagt einen Tauchgang und stößt unter Wasser auf eine riesige quallenartige, leuchtende, nicht zu identifizierende Kreatur aus der Tiefsee, deren Fangarme sich am Boot festgesaugt haben und eine mysteriöse, grünlich schimmernde Flüssigkeit durch den Schiffsrumpf sickern lassen. Ein Besatzungsmitglied mit einer offenen Wunde hat sich an dem grünen Sekret infiziert, erblindet und stirbt einen qualvollen Tod.
Auf der Suche nach Hilfe rudern Siobhán, Gerard und Johnny zu einem am Horizont aufgetauchten weiteren Schiff. An Bord finden sie nur die Leichen der Besatzung vor. Die meisten scheinen Selbstmord begangen zu haben, und bei einem Mann scheinen die Augen entfernt worden zu sein. Gerard meint, dass sie dem „Seefieber“ erlegen sein müssen, und befiehlt Siobhán und Johnny, über den Fund Stillschweigen zu bewahren. Auf ihrem Schiff wieder angekommen entdecken sie, dass die Kreatur das Boot losgelassen hat. Sie senken die Fangnetze und bringen einen großen Fischfang an Bord, was die Stimmung der Mannschaft hebt und an eine schöne Zukunft glauben lässt.
Als Johnny kränkelt und sich stark die Augen reibt, untersucht Siobhán ihn und findet im Augapfel sich bewegende Objekte. Kurz darauf erblindet er, seine Augäpfel platzen, und er stirbt. Siobhán erkennt, dass sich Johnny durch das Trinkwasser an Bord infiziert haben muss. Der Versuch, den sich gerade duschenden Sudi dazu zu bewegen, das Wasser abzustellen, scheitert mit der Folge, dass auch er stirbt.
Siobhán, Gerard und Omid überprüfen das Wasserfiltersystem und stellen fest, dass es von den Kreaturen kontaminiert wurde, die sich durch alle Filter gefressen haben. Siobhán vermutet, dass die Kreaturen die Larven des riesigen Meereswesen sind, deren Eier den Schleim füllen. Gerard will zum Ufer, um Hilfe zu erhalten. Siobhán ist aus Sorge, sie könnten die Infektion an Land bringen, dagegen.
Alle Versuche Siobháns, mit UV-Licht, Strom oder Hitze die Parasiten zu töten, scheitern. Jeder untersucht die Augen des anderen auf Parasiten. Siobhán, Omid, Kapitänin Freya und Ciara scheinen klar zu sein, aber Freya wird in den Augen ihres Mannes Gerard fündig. Das Paar verabschiedet sich, bevor Gerard sich umbringt. Siobhán vermutet, dass auch Ciara infiziert ist und klettert die Leiter hinauf, um die anderen zu warnen. Als Ciara versucht, sie aufzuhalten, stößt Siobhán sie von der Leiter. Ciara stirbt.
Siobhán und Omid stellen fest, dass die einzige verbleibende Larve im Wassertank größer geworden ist und sich durch den Rumpf frisst. Als das Boot zu sinken beginnt, setzen Siobhán und Omid das Deck mit Spiritus in Brand. Siobhán besteigt ein aufblasbares Floß. Omid, der nicht schwimmen kann und zögert, fällt ins Wasser und wird von Tentakeln in die Tiefe gezogen. Siobhán rettet ihn, aber schneidet ihr Handgelenk an einem Tentakel. Sie erkennt, dass sie infiziert ist, springt zurück ins Wasser und taucht auf die biolumineszierende Kreatur zu. Allein auf dem Floß sieht Omid, wie sich Hilfe nähert.
Anders als üblich in Horror-Filmen geht es der Protagonistin nicht um das Töten der lebensbedrohlichen Kreatur aus der Tiefsee. Entschieden verteidigt sie das Lebensrecht dieses Wesens, das nur zum falschen Zeitpunkt am falschen Ort dem Menschen begegnet ist.

## Auszeichnungen
Der Film erhielt vier Nominierungen und eine Auszeichnung.
| Filmpreis                                       | Jahr | Kategorie                                            | Person                    | Ergebnis  |
| ----------------------------------------------- | ---- | ---------------------------------------------------- | ------------------------- | --------- |
| DaVinci Film Festival                           | 2020 | Vitruvian Award / Feature Film                       | Neasa Hardiman            | Gewonnen  |
| Fangoria Chainsaw Awards                        | 2021 | Chainsaw Award / Best First Feature                  |                           | Nominiert |
| Irish Film and Television Awards                | 2021 | IFTA Award / Best Production Design                  | Ray Ball, Fantastic Films | Nominiert |
| Rondo Hatton Classic Horror Awards              | 2020 | Rondo Statuette / Best Independent Film              | Neasa Hardiman            | Nominiert |
| Sitges - Catalonian International Film Festival | 2020 | Official Fantàstic Competition / Best Motion Picture | Neasa Hardiman            | Nominiert |

## Kritiken
International ist der Film überwiegend positiv kommentiert worden. Nach der Erstausstrahlung in Deutschland fand der Film ein geringes Echo in den deutschen Medien. Laut IMDb erhielt der Film 5,7 von 10 Sternen und einen Metascore von 60. Rotten Tomatoes verzeichnet 87 % beruhend auf 107 Stimmen. Auf der Filmseite des ZDF wird der „raffinierte Umgang mit den unterschiedlichen Räumen“ gelobt: „der einsamen Weite des offenen Meeres, der unter seiner Oberfläche nach eigenen Gesetzen existierenden Welt der Tiefsee und den engen Räumen eines Fischkutters, in denen eine kleine Gruppe um ihr Überleben kämpft“. Der Konflikt zwischen Natur und Mensch, der für seinen „Profit das Lebensrecht aller anderen Spezies mit Füßen“ tritt, werde „von Hardiman überraschend originell und extrem spannend in Szene gesetzt“.
Oliver Armknecht findet auf film-rezensionen.de dagegen, dass Spannung und Action spärlich seien. Das als „beklemmend“ oder „klaustrophobisch“ bezeichnete Setting vermittle ein Gruseln angesichts des hinterhältigen Angriffs, der keine Abwehr erlaube. Er resümiert, dass der Film hinter seinen Möglichkeiten zurück bleibe.
Matthias Jordan sieht auf kulturnews „mehr als ein Horror-Klischee“ eingebaut. Dennoch werde der Stoff „mit Intelligenz und Atmosphäre“ behandelt.
Das Lexikon des internationalen Films vergibt drei von fünf Sternen und resümiert: „Eine Mischung aus klaustrophobischem Thriller, Monsterhorror und angedeuteter Umweltthematik, die eine solide Spannungskurve aufbaut, ohne freilich sonderlich originell auszufallen. Die Auswirkungen der Bedrohung auf die Besatzung, insbesondere die Hauptfigur, fügen dem Szenario immerhin einige intensive Volten hinzu.“